# El Encinar
El Encinar es una asociación cooperativista española creada en 1993 en Zaidín, Granada, que se dedica a la agricultura ecológica. Esta asociación de productores y consumidores agrupa a 400 hogares de Granada, de los cuales 15 se dedican a producir.

## Funcionamiento
La cooperativa funciona de forma asamblearia y cuenta con una junta directiva integrada por voluntarios.
La tienda de El Encinar en el Zaidín vende sus productos exclusivamente a los socios, quienes pagan una cuota anual para formar parte de la asociación. Allí es donde se venden los productos de la asociación, cuyo precio se consensúa con los productores, junto a otro tipo de productos de otras cooperativas.